# غوالبيرتو فرنانديز
غوالبيرتو فرنانديز (بالإسبانية: Gualberto Fernández)‏ هو لاعب كرة قدم ومدرب كرة قدم سلفادوري في مركز حراسة المرمى، ولد في 12 يوليو 1941 في السلفادور. شارك مع منتخب السلفادور لكرة القدم. أما مع النوادي، فقد لعب مع نادي أليانزا ‏.

## وصلات خارجية
- غوالبيرتو فرنانديز على موقع الاتحاد الدولي (مؤرشف)  (الإنجليزية)
- غوالبيرتو فرنانديز على موقع قاعدة بيانات كرة القدم.إي يو (الإنجليزية)
- غوالبيرتو فرنانديز على موقع Soccerway.com (الإنجليزية)
- غوالبيرتو فرنانديز على موقع عالم كرة القدم.نت (الإنجليزية)
- غوالبيرتو فرنانديز على موقع اللجنة الأولمبية الدولية (الإنجليزية)
- غوالبيرتو فرنانديز على موقع أوليمبيديا (الإنجليزية)